# قلمرو کاواگوئه
قلمرو کاواگوئه (به ژاپنی: 川越藩, Kawagoe-han)، یک قلمرو فئودالی بود (هان (ژاپن)) تحت حکومت شوگون‌سالاری توکوگاوا در دوره ادو در ژاپن بود. این هان در ولایت موساشی، هونشو واقع شده بود.